# Acanthaspidia sulcatacornia
Acanthaspidia sulcatacornia är en kräftdjursart som beskrevs av Menzies och Schultz 1967. Acanthaspidia sulcatacornia ingår i släktet Acanthaspidia och familjen Acanthaspidiidae. Inga underarter finns listade i Catalogue of Life.